# Kościół św. Karola Boromeusza w Radziądzu
Kościół św. Karola Boromeusza – zabytkowy, późnobarokowy kościół parafialny, zlokalizowany w Radziądzu (gmina Żmigród).

## Historia i architektura
Murowany, jednonawowy kościół zbudowano w latach 1727–1735, prawdopodobnie według projektu Krzysztofa Hacknera lub Krzysztofa Tauscha. Inicjatorem powstania świątyni był feldmarszałek Melchior von Hatzfeldt - przeciwnik protestantów, wierny żołnierz cesarza i propagator rekatolizacji Śląska po wojnie trzydziestoletniej. Przywracanie katolicyzmu wprowadzał m.in. poprzez fundowanie nowych świątyń na terenie swoich włości. Jednocześnie propagował też styl barokowy na wysokim poziomie architektonicznym. Radziądzki kościół ma nietypowe dla Śląska rozwiązanie wnętrza (rzut prostokąta z wpisanymi czterema uzupełniającymi się formami owalnymi w znaczącym stopniu dynamizującymi wygląd wewnętrzny). Tego typu maniera mogła zostać zapożyczona od włoskiego architekta Guarino Guariniego z Turynu, a importować ją z Włoch na Śląsk mógł jeden z tutejszych architektów - Krzysztof Tausch. Wyposażenie wnętrza jest stosunkowo skromne, jednolite. W ołtarzu głównym obraz św. Karola Boromeusza. Obiekt remontowano w 1959. 

## Cmentarz
Przy kościele znajduje się cmentarz z nagrobkami sprzed 1945, na których znajdują się nazwiska o polskim brzmieniu (np. Marschalek, Nawroth).

## Galeria

Kościół św. Karola Boromeusza
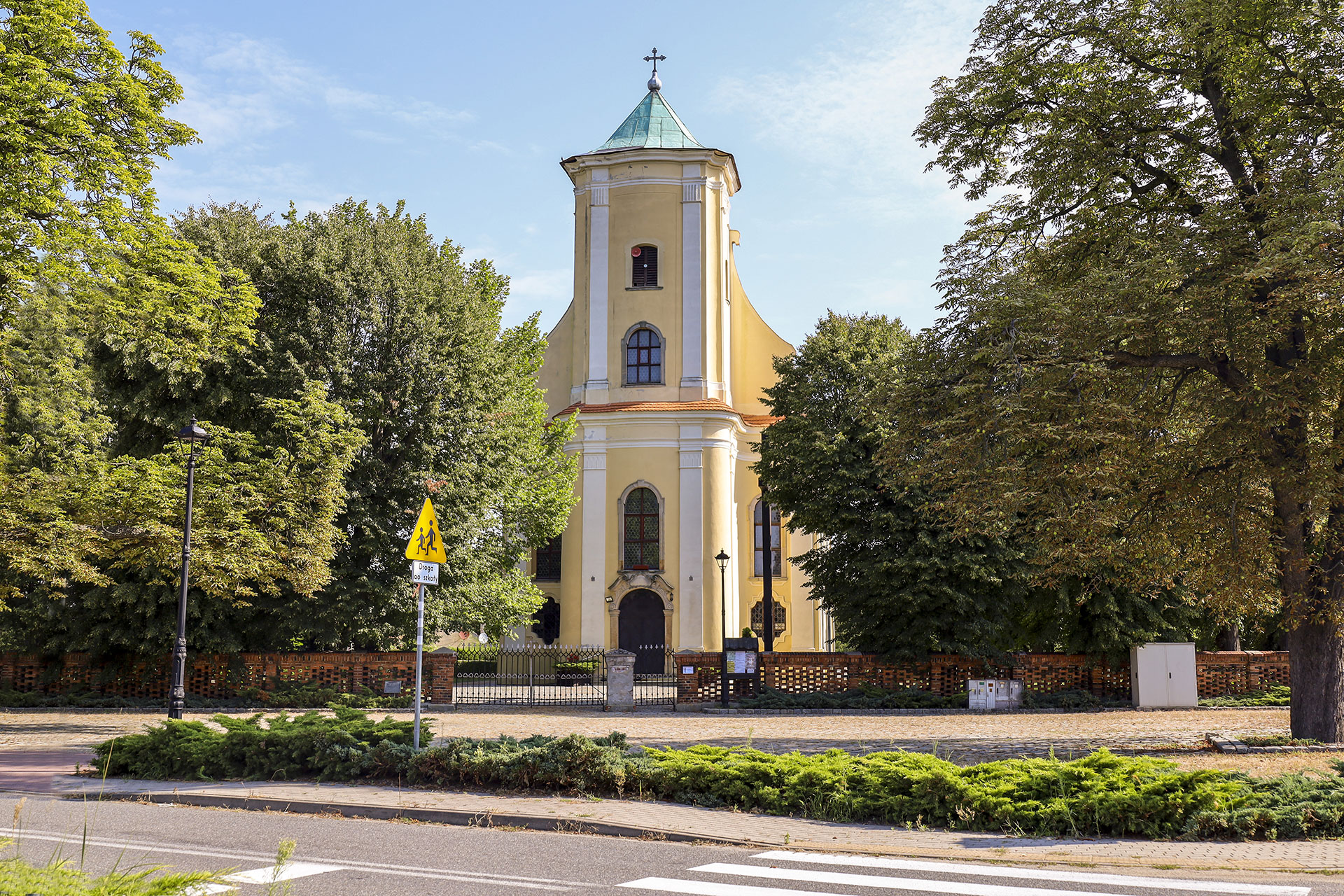
Kościół pw. św. Karola Boromeusza w Radziądzu
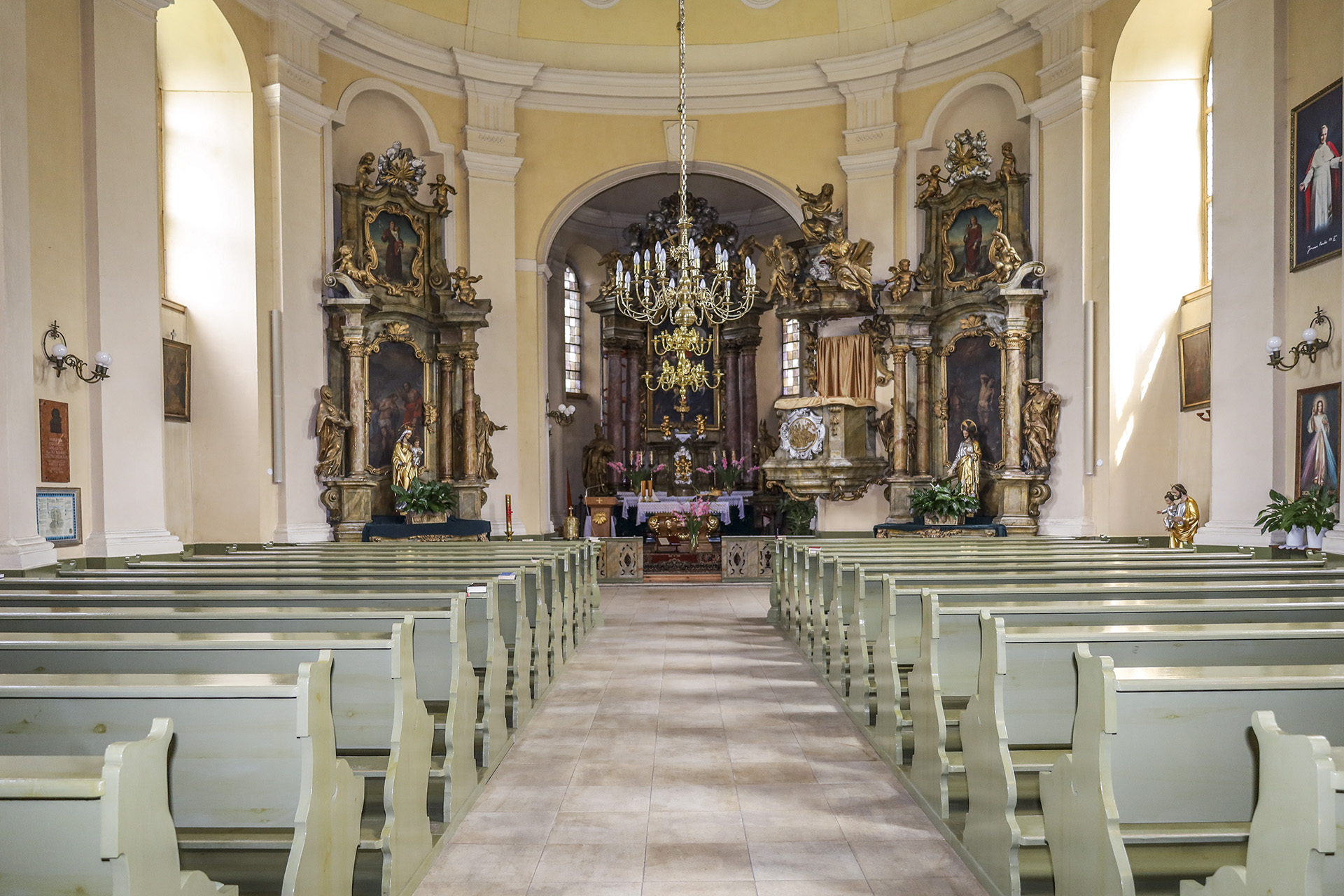
Widok na ołtarz
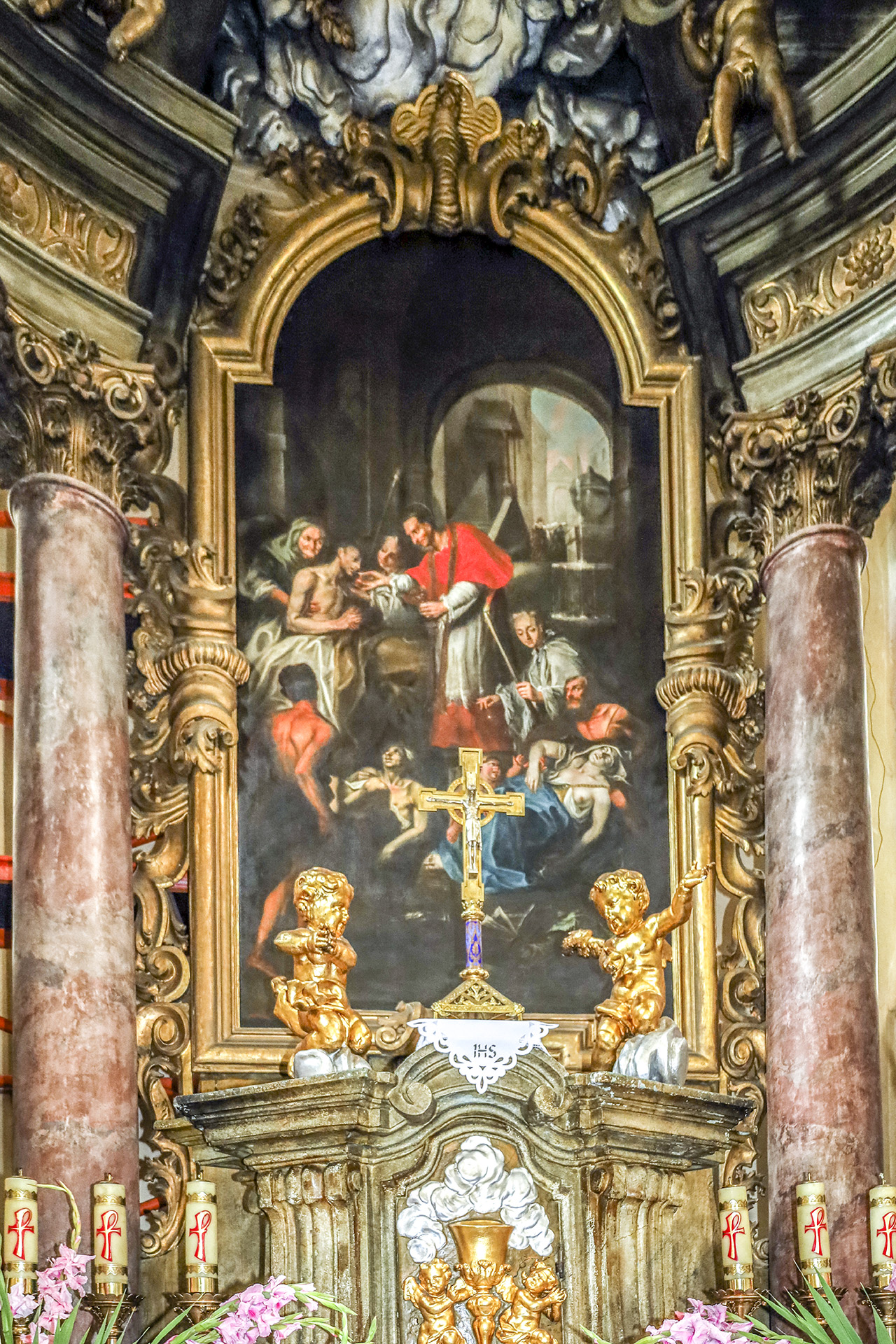
Ołtarz
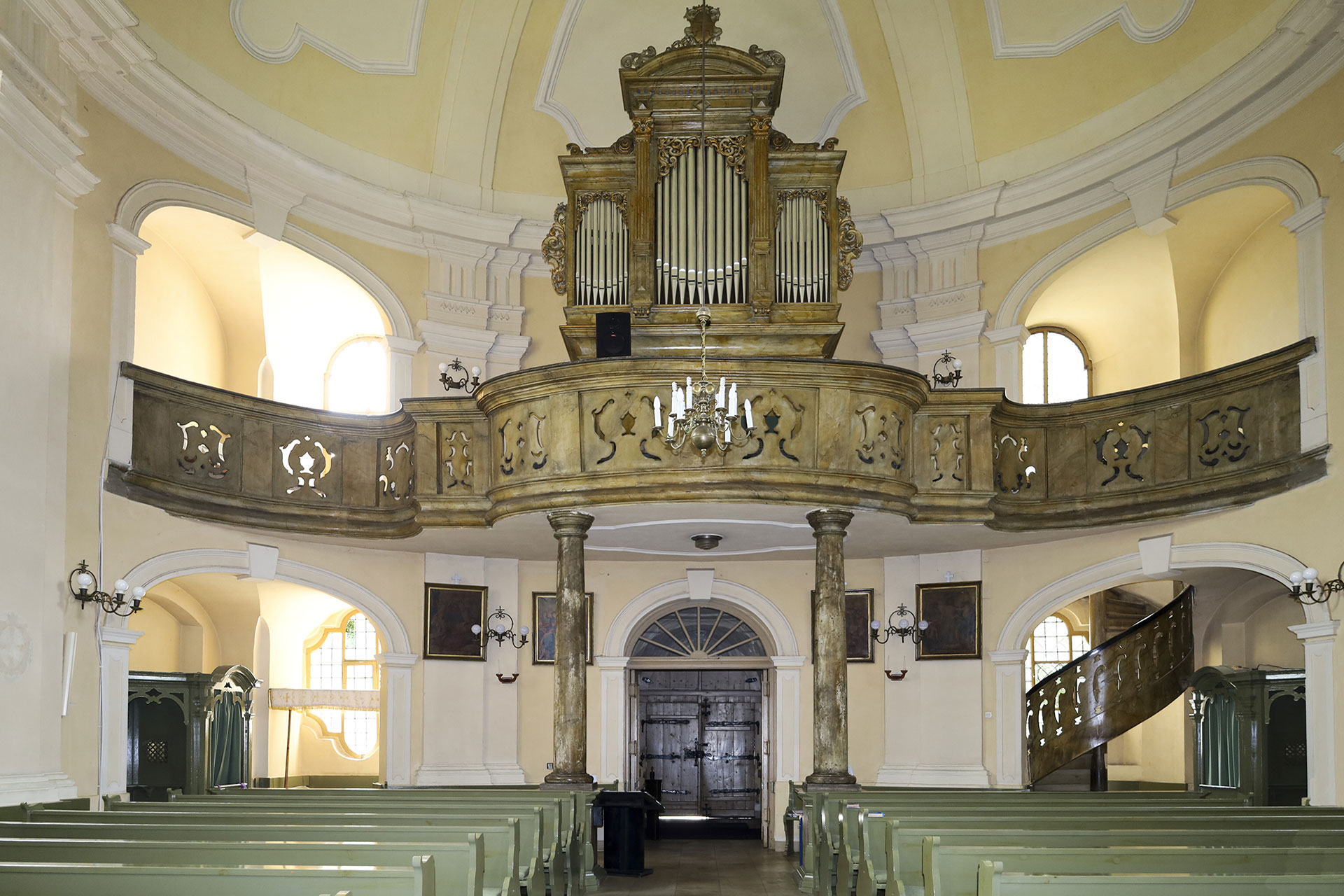
Widok na chór i organy